# Ricardo Oyuelos y Pérez
Ricardo Oyuelos y Pérez (1865-1932) fue un jurista español.

## Biografía
Nacido en Madrid en 1865 y de profesión abogado, fue autor de numerosas obras de Derecho, entre ellas los comentarios al Código Civil, que firmó con el pseudónimo «Quinius Mucius Scævola», una firma colectiva usada por diversos autores dentro del proyecto editorial «Biblioteca Quintus Mucius Scaevola».
Próximo al PSOE desde mediados de la década de 1880, fue fundador de La Revista de Arquitectura Legal (1901) y colaboró en numerosas publicaciones periódicas socialistas como La Nueva Era (1900-1901), La Lucha de Clases (Bilbao, 1899), El Socialista, Revista Socialista (1903) o La Ilustración Popular (1897), entre otras. Colaborador con la dictadura de Primo de Rivera en materia de política social, trabajó tanto en el Instituto de Reformas Sociales como en el Ministerio de Trabajo. Falleció el 18 de octubre de 1932.